# Estação Ferroviária de Vale do Guizo

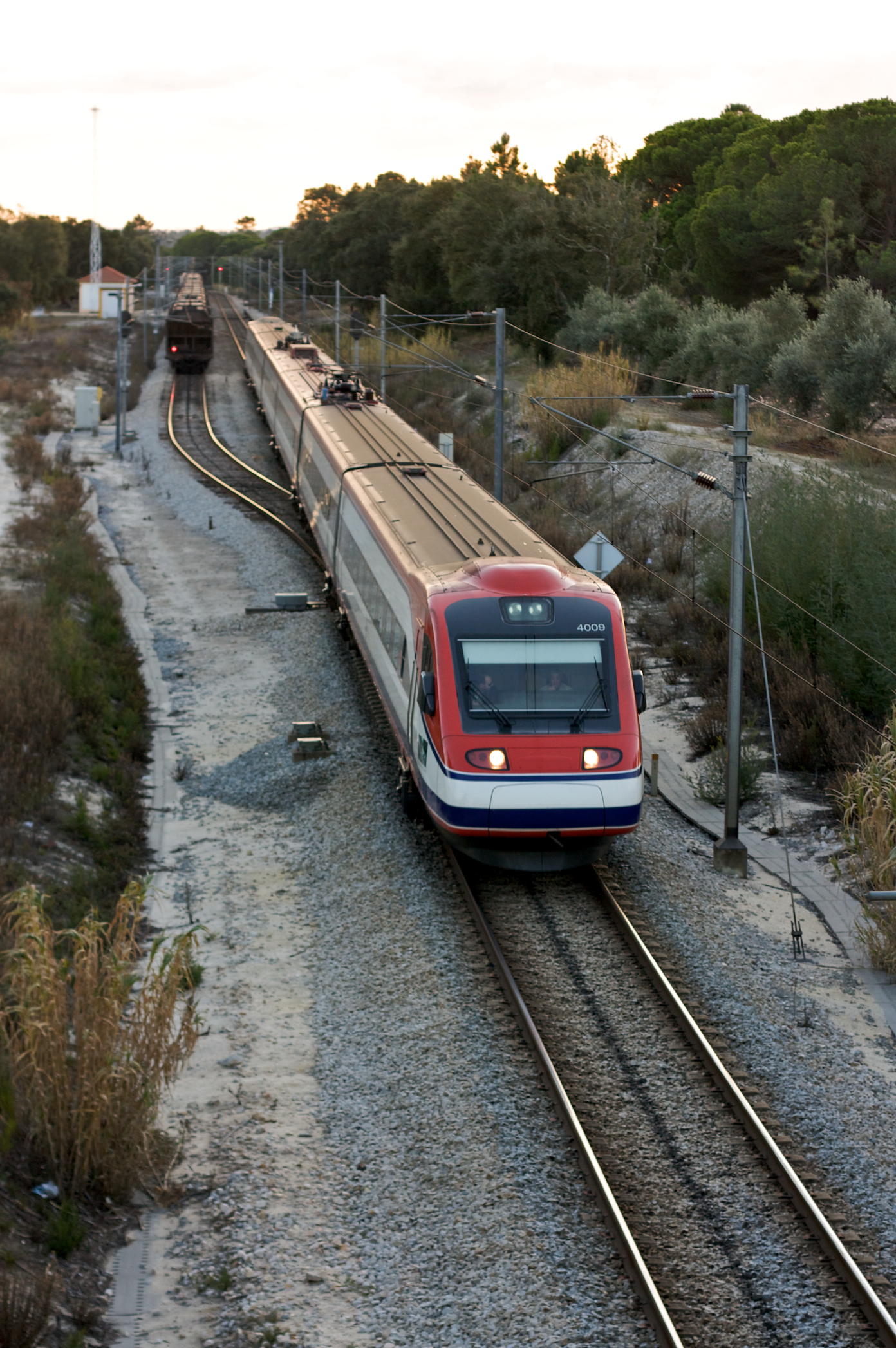
Cruzamento entre comboio de mercadorias e Alfa Pendular em Vale do Guizo, em 2008.

A Estação Ferroviária de Vale do Guizo, originalmente conhecida como Vale de Guiso, é uma interface encerrada da Linha do Sul, que servia a localidade de Vale de Guiso, no concelho de Alcácer do Sal, em Portugal.

## Caracterização

### Vias e plataformas

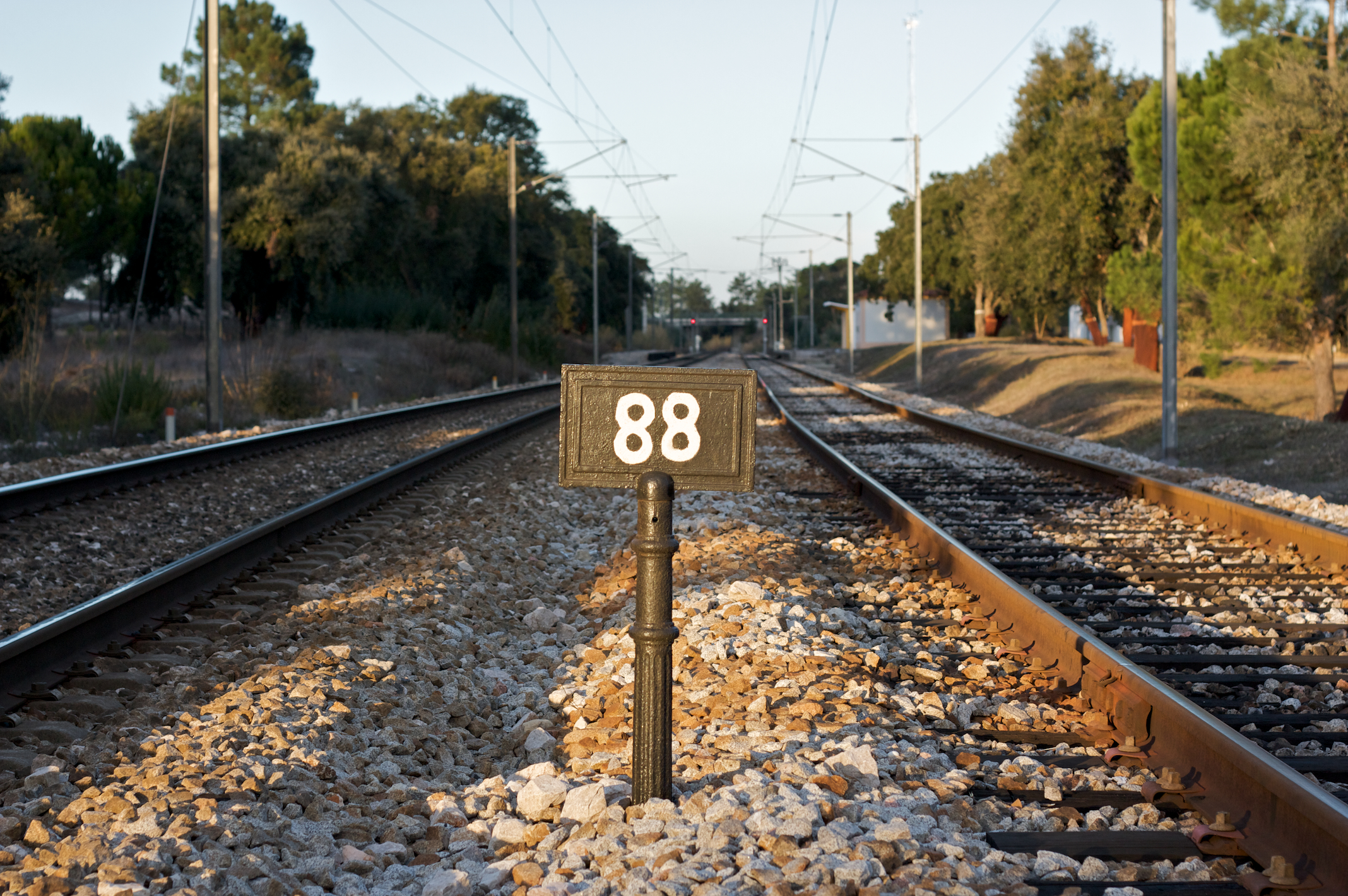
Marco quilométrico n.º 88 da Linha do Sul (contados a partir do, por questões históricas), vendo-se ao fundo a estação de Vale do Guizo.

Em Janeiro de 2011, contava com duas vias de circulação, ambas com 491 m de comprimento; as duas plataformas tinham ambas 78 m de extensão, e apresentavam 45 e 40 cm de altura.

## História
Em Junho de 1918, previa-se até ao final do ano a abertura do troço entre Grândola e Alcácer do Sal, incluindo desde logo um apeadeiro em Vale do Guiso. A linha entre Grândola e a estação provisória de Alcácer do Sal, na margem Sul do Rio Sado, entrou ao serviço em 14 de Julho desse ano.

Em 1935, foi construído um novo edifício neste apeadeiro, que então ainda se denominava de Vale de Guiso.